# SUPER BEAVER (SUPER BEAVERのアルバム)
『SUPER BEAVER』（スーパー・ビーバー）は、日本のバンド・SUPER BEAVERの3枚目のミニアルバム。2010年10月6日にEpic Recordsから発売された。

## 概要
前作『幸福軌道』から約11ヶ月ぶり、ミニアルバムとしては『心景』から約1年11ヶ月ぶりとなるアルバム。
EPIC Records Japanからリリースされた最後の作品。
「ささやかな」（映画『ソラニン』劇中歌）、メンバーが『ソラニン』にインスパイアされ書かれた「空の彼方」を含む全8曲を収録。
初回仕様限定で封入ハガキに入っているパスワードをWEB上で入力すると、2010年6月10日にO-nestで行われた自主企画イベントのライブ映像が視聴できる仕組みになっている。

## 収録曲
| 全編曲: SUPER BEAVER。 |                    |            |       |
| #                      | タイトル           | 作詞・作曲 | 時間  |
| 1.                     | 「ヒカリ」         | 柳沢亮太   | 4:42  |
| 2.                     | 「how are you?」   | 上杉研太   | 5:35  |
| 3.                     | 「空の彼方」       | 柳沢亮太   | 4:32  |
| 4.                     | 「証の歌」         | 渋谷龍太   | 4:13  |
| 5.                     | 「リフレイン」     | 柳沢亮太   | 3:26  |
| 6.                     | 「ささやかな」     | 柳沢亮太   | 4:08  |
| 7.                     | 「まわる、まわる」 | 柳沢亮太   | 5:31  |
| 8.                     | 「home」           | 柳沢亮太   | 4:26  |
| 合計時間:              | 合計時間:          | 合計時間:  | 36:33 |